# Államok vezetőinek listája 256-ban
Ezen az oldalon az i. sz. 256-ban fennálló államok vezetőinek névsora olvasható földrészek, majd országok szerinti bontásban. 

## Európa
- Boszporoszi Királyság
  - Király: V. Rhészkuporisz (240–276)

- Római Birodalom
  - Császár: Valerianus (253–260) 
    - Consul: Lucius Valerius Maximus
    - Consul: Marcus Acilius Glabrio

## Ázsia
- Armenia
  - Szászánida helytartó: Hurmuz (252–270)

- Ibériai Királyság
  - Király: II. Mithridatész (249–269)

- India
  - Anuradhapura
    - Király: Kótápajan (254–267)

  - Vákátaka
    - Király: Vindhjasaktí (248–284)

- Japán
  - Császárnő: Dzsingú (200–269)

- Kína
  - Vej
    - Császár: Cao Mao (254–260)

  - Su Han
    - Császár: Liu San (223–263)

  - Vu
    - Császár: Szun Liang (252–258)

- Korea
  - Pekcse
    - Király: Koi (234–286)

  - Kogurjo
    - Király: Csungcshon (248–270)

  - Silla
    - Király: Cshomhe (247–261)

  - Kumgvan Kaja
    - Király: Kodung (199–259)

- Szászánida Birodalom
  -     - Nagykirály: I. Sápur (240/242–270)

## Afrika
- Római Birodalom
  - Aegyptus provincia
    - Praefectus: Titus Magnius Felix Crescentillianus (253–256)
    - Praefectus: Lucius Mussius Aemilianus (256–261)

- Kusita Királyság
  - Kusita uralkodók listája

## Fordítás
- Ez a szócikk részben vagy egészben  a   Liste der Staatsoberhäupter 256 című német Wikipédia-szócikk ezen változatának fordításán alapul.  Az eredeti cikk szerkesztőit annak laptörténete sorolja fel. Ez a jelzés csupán a megfogalmazás eredetét és a szerzői jogokat jelzi, nem szolgál a cikkben szereplő információk forrásmegjelöléseként.